# 340

340(삼백사십)은 339보다 크고 341보다 작은 자연수다.

## 수학
- 합성수로, 그 약수는 총 12개다. (1, 2, 4, 5, 10, 17, 20, 34, 68, 85, 170, 340)
  - 340의 진약수의 합은 416이므로, 340은 과잉수다.
- 자릿수 제곱합이 제곱수인 38번째 자연수다. 이 성질을 지닌 앞의 수는 326, 다음 수는 362이다. (OEIS의 수열 A175396)
  - {\displaystyle 3^{2}+4^{2}+0^{2}=9+16+0=25=5^{2}}
- {\displaystyle 340=29+31+37+41+43+47+53+59}
  - 연속하는 소수(素數) 8개의 합으로 나타낼 수 있으며, 이 성질을 지닌 앞의 수는 304, 다음 수는 372이다.
- {\displaystyle 340=17+19+23+29+31+37+41+43+47+53}
  - 연속하는 소수(素數) 10개의 합으로 나타낼 수 있으며, 이 성질을 지닌 앞의 수는 300, 다음 수는 382이다.
- {\displaystyle 340=4^{2}+18^{2}=12^{2}+14^{2}}
  - 서로 다른 두 자연수의 제곱합으로 나타내는 방법이 두 가지인 자연수다.
  - 연속하는 두 짝수인 12와 14의 제곱합으로 나타낼 수 있으며, 이 성질을 지닌 앞의 수는 244, 다음 수는 452이다.
- {\displaystyle 340=2^{2}+4^{2}+8^{2}+16^{2}}
  - 연속하는 네 개의 {\displaystyle 2^{n}}의 제곱합으로 나타낼 수 있는 가장 작은 수이며({\displaystyle n}은 자연수), 이 성질을 지닌 다음 수는 1360이다.
- {\displaystyle 69^{2}-1}은 340으로 나누어떨어진다.
- 정340각형은 작도할 수 있다.

## 과학
- NGC 340(영어판): 고래자리 방향에 있는 나선은하.

## 교통

### 항공
- 사브 340
- 에어버스 A340

### 철도
- 수도권 전철 3호선 교대역의 역번호.
- 대구 도시철도 3호선 범물역의 역번호.

### 도로
- 일본 340번 국도(일본어판): 이와테현 리쿠젠타카타시에서 아오모리현 하치노헤시까지 이어지는 일본의 국도.
- 현도 제340호선

## 군사
- U-340(영어판, 독일어판): 제2차 세계 대전에 사용된 나치 독일의 군용 잠수함.

## 문화유산
- 대한민국의 보물 제340호: 청자 철채퇴화삼엽문 매병
- 대한민국의 사적 제340호: 경주 천관사지

## 방송
- U+ TV의 EBS 플러스 1 채널 번호.
- KT HCN의 헬스메디TV 채널 번호.

## 기타
- 연도: 340년, 기원전 340년
- 340년대
- 한국십진분류법에서 정치학에 관한 책들이 분류되는 번호.